# 菊間村
菊間村（きくまむら）は、かつて千葉県市原郡に存在し、昭和の大合併で廃止された村。現在の市原市北部（市原地区）に位置する。

## 地理
市原郡（郡域はほぼ現在の市原市と重なる）の北東部に位置した村である。1916年（大正5年）時点で、北に村田川・草刈丘陵を隔てて千葉郡生実浜野村（のちの生浜町）・椎名村に隣接し、北東から東にかけて市東村・湿津村、西南に八幡町・市原村と接する。
1916年（大正5年）に編纂された『千葉県市原郡誌』によれば、菊間（きくま）・草刈（くさかり）・古市場（ふるいちば）・大厩（おおうまや）の4区（いずれも町村制施行以前の旧村＝大字）からなる。

## 歴史
菊間村は、1889年（明治22年）の町村制施行にともない市原郡菊間村・古市場村、大厩村、草刈村が合併して発足した。「前史」節では、そこに至るまでのこの地域の状況を概説する。町村制以前の各村（各大字）の詳細については、それぞれの項目を参照のこと。

### 前史

#### 明治初年から町村制施行まで
大政奉還後の明治元年（1867年）、当地はいったん安房上総知県事（のちの宮谷県）の管轄となる。まもなく駿河沼津藩（5万石）の大名・水野家が駿河国内の領地の代地を上総国に与えられて移転し、菊間を藩庁所在地を定めた（菊間藩）。菊間の徳永台地区には武家屋敷や長屋が築かれたほか、周辺の大厩・山木・草刈にも藩士が移住し、人口は数千人に増えたという。
明治4年（1871年）に廃藩置県により菊間県、同年末には府県統合によって木更津県所属となる。1873年（明治6年）6月に千葉県が発足するとその所属となった。
大区小区制のもとで、1873年（明治6年）7月には千葉県第5大区第3小区に属した。1874年（明治7年）9月には菊間村外35か村の取扱所が菊間村に置かれた。1876年（明治9年）3月に区画再編により第5小区所属となり、菊間村外4か村の取扱所が引き続き菊間村に置かれた。
1878年（明治11年）、郡区町村編制法のもとでは市原郡役所の所轄となり、ひきつづき4か村の連合戸長役場が菊間村に置かれた。

### 村史
1889年（明治22年）の町村制施行で、従前から4か村が合併して「菊間村」となった。
1955年（昭和30年）3月31日、菊間村と八幡町は合併して市原町となった。

### 町村制施行以後の行政区画変遷年表
- 1889年4月1日 - 町村制施行に伴い菊間村、古市場村、大厩村、草刈村が合併して市原郡菊間村が成立。
- 1955年3月31日 - 八幡町と合併して市原町（いちはらまち）となり消滅。
- 1963年5月1日 - 市原町が五井町、三和町、姉崎町、市津町と合併して市原市となる。

## 経済・産業
明治初年、菊間に藩が置かれていた時代には、増加した人口を当て込んで商家も並ぶようになったが、廃藩置県や秩禄処分を受けて商人たちは去り、商業的な発展は頓挫したという。
『千葉県市原郡誌』によれば、村内に銀行はないものの隣接する椎名村古市場に椎名銀行があること、村内にも大小の資本家が多いこと、八幡町や千葉町が近いことから、金融は潤滑であるという。
農業のほか、草刈・大厩地区ではマツ・スギなどの林業が行われていた。明治20年代（1887年 - 1896年）、旧菊間藩士の士族授産事業として養蚕が推奨され、地域には桑畑が開かれて蚕業が普及したが、士族の転出や利益が思わしくない状況から、『千葉県市原郡誌』の編纂された1916年（大正5年）時点には衰退傾向にあるという。

## 交通

### 道路
『千葉県市原郡誌』によれば、古市場区・草刈区には、浜野と勝浦を結ぶ県道（茂原街道、現在の千葉県道14号千葉茂原線に相当する道筋）が通過する。江戸時代からの重要な交通路であるが、鉄道（房総東線。現在の外房線）の開通により車馬の通行が減少したという。このほか、草刈・菊間を経由して八幡町に通じる里道や、湿津方面から大厩を経由して八幡町に至る里道などが、通行量の多い道路として取り上げられている。
なお、2023年9月現在、菊間村の旧村域内を通過する国道・千葉県道は以下である。
- 千葉県道14号千葉茂原線（茂原街道）
- 千葉県道126号八幡菊間線